# استاد السباحة في أنتويرب
كان استاد السباحة في أنتويرب (بالفرنسية: Stade nautique d'Anvers) مكانًا للألعاب المائية يقع في أنتويرب ، بلجيكا . خاص بدورة الألعاب الأولمبية الصيفية لعام 1920 ، استضاف فعاليات الغطس والسباحة وكرة الماء .
كان هذا أول مرفق مخصص لفعاليات الألعاب المائية لدورة الألعاب الأولمبية الصيفية .
أثناء فعالية السباحة ، تم وصف الماء بأنه بارد ومظلم للغاية ، لدرجة أنه كان لا بد من تدفئة السباحين بعد كل حدث. أقيمت فعاليات الغطس وسط البركة ، ووصف الغطاسون المياه بأنها باردة ومظلمة.